# Wot (singolo)
Wot è una canzone di Captain Sensible del 1982.

## La canzone
La canzone prevede l'introduzione di uno scroscio vibrato che imita l'uso di un battipalo; è inoltre riconoscibile per la linea di basso elettrico.

## Il video
Il video comincia con Captain Sensible che dorme in una stanza d'albergo e viene svegliato dal rumore di un battipalo in uso in un cantiere edile contiguo. Lui chiama la reception per lamentarsi del problema, esce dalla stanza, e degli inservienti dell'albergo lo seguono. Quindi Captain Sensible raggiunge l'operaio che utilizza il battipalo, lamentandosene, il quale però lo scaraventa a terra schiacciandolo con l'attrezzo.
In realtà, Captain Sensible stava sognando; il sogno si fonde con un altro, incentrato nell'affondamento della sua nave, la S.S. Sensible, sulla cui scialuppa di salvataggio ci sono la regina Elisabetta, Margaret Thatcher e lo stesso Captain Sensible, mentre gli addetti dell'albergo cominciano a girovagare senza meta nel cantiere edile.

## Successo commerciale
La canzone arrivò alla 6ª posizione dei singoli più venduti settimanalmente, e alla 48ª complessiva del 1983.

## Altre versioni
Il brano è stato riarrangiato dal cantante Piotta nel brano Wot! (Capitano mio capitano!), incluso nell'album Nemici del 2015, con la partecipazione di Captain Sensible sia nel brano che nel video.

## Formazione
Musicisti
- Capitain Sensible: Voce, basso
- Dolly Mixture: cori[2]

Produzione
- Mark Proctor: ingegnere
- Matthew Fisher: ingegnere
- Andy Gierus: assistente ingegnere
- Janette Beckman: fotografia
- Tony Mansfield: produttore